# Адима
Адима (на арабски: العديمة, 'al Adimah) е сирийско село, разположено в район Банияс, мухафаза Тартус.

## География
Релефът на местността е хълмисто-равнинен, като селото се намира на по-малко от километър от брега на средиземно море, отделено от него само от сирийската автомагистрала М1. Селото е част от голяма жилищна агломерация, но според публикуваните официални данни на Сирийското Централно статистическо Бюро (ЦБС) Aдима разполага с население от 1408 жители в преброяването на 2004 г. Традиционно в този район между морето и планинския хребет Ансария живеят алауити.

### Администрация
При преброяването през 2004 г. в цялата община Банияс има население от 174 233. Броят на алауитите в областта възлиза приблизително на 105 хиляди души, докато броят на сунитското население се оценява на 45 хиляди, в допълнение към 20 хиляди християни, според сирийската мрежа за правата на човека.

## История
След 64 г. пр.н.е. районът е част от римска провинция Сирия. Според историческия извор Notitiae Episcopatuum местното ранносредновековно епископство е подчинено на архиепископството в Апамея.
На хълм северно от Адима се разполагат археологическите руини на късносредновековен замък на кръстоносците, наречен Тур дьо Гарсон (на френски: Tour de Garcon; на арабски: Burj al-Sabi, Кула на Момчето) при 35°09′13″ с. ш. 35°55′39″ и. д. / 35.153611° с. ш. 35.9275° и. д.35.153611, 35.9275. Това е крайморски аванпост на Маргат, изграден като укрепен хълм с денивелация от около сто и десет метра. През 1116 Ибн Мухриз заменя Маргат за други земи на Роже, регент на Антиохия. През 1186 рицарите-хоспиталиери от военномонашеския орден на Свети Йоан закупуват Маргаб и го правят свое основно седлаище в Светите земи. През 1285 Маргаб и околните му укрепления и земи за завладени от мамелюкския Султан Ал Мансур Калауун.
След Османската власт районът на Тартус исторически става част от държавата на Алевитите, която просъществува от 1920 до 1936 г. Районът е относително спокоен по време на сирийската гражданска война, започнала през 2011 г.

## Икономика и култура
Районът на Банияс известен в цяла Сирия за многото изградени оранжерии. На територията на близкия общински град се намира една от най-големите петролни рафинерии в цялата страна, експортно пристанище и електроцентрала.